# Stenared
Stenared is een plaats in de gemeente Göteborg in het landschap Västergötland en de provincie Västra Götalands län in Zweden. De plaats heeft 188 inwoners (2005) en een oppervlakte van 22 hectare. De plaats wordt omringd door zowel landbouwgrond als bos en vlak langs de plaats loopt de rivier de Lärjeån. De plaats ligt ongeveer een kilometer ten oosten van Olofstorp en de stad Göteborg ligt op ongeveer tien kilometer van Stenared.